# Eli Marienthal
Eli David Marienthal (Santa Monica, 6 marzo 1986) è un attore e doppiatore statunitense.

## Biografia
Figlio di Joe e Lola Marienthal, dopo il divorzio dei genitori è andato a vivere con la madre.
Si è diplomato alla scuola privata "East Bay French-American School".
Ha fatto il suo debutto professionale intorno alla metà degli anni novanta, all'età di dieci anni; da allora ha lavorato a svariati film (tra cui Quanto è difficile essere teenager!) e serie televisive per teenager, facendosi apprezzare per la sua professionalità che lo ha reso protagonista di intense interpretazioni e fatto conoscere a livello internazionale tra gli adolescenti e il pubblico dei giovani in generale.
Grazie al buon esito della sua brillante attività cinematografica, Marienthal ha ottenuto svariati riconoscimenti per la sua attività giovanile: 3 vittorie di cui 2 relative rispettivamente agli YoungStar Awards e agli Young Artist Awards. 
Per quanto riguarda gli YoungStar Awards Marienthal ha conseguito anche una nomination.
Tra i suoi hobbies, oltre a scrivere poesie, vari sport tra cui lo snowboard.

## Filmografia

### Cinema
- First Love, Last Rites, regia di Jesse Peretz (1997)
- L'altra faccia di Beverly Hills (Slums of Beverly Hills), regia di Tamara Jenkins (1998)
- Jack Frost, regia di Troy Miller (1998)
- American Pie, regia di Paul Weitz e Chris Weitz (1999)
- American Pie 2, regia di James B. Rogers (2001)
- The Country Bears - I favolorsi (The Country Bears) regia di Peter Hastings (2002)
- Quanto è difficile essere teenager! (Confessions of a Teenage Drama Queen), regia di Sara Sugarman (2004)

### Televisione
- Come in una favola (Unlikely Angel), regia di Michael Switzer - film TV (1996)
- Il tocco di un angelo (Touched by an Angel) - serie TV, un episodio (2000)
- The North Pole - serie TV, 12 episodi (2017-2019)

### Doppiaggio
- Il gigante di ferro (The Iron Giant), regia di Brad Bird (1999)
- Batman - Il mistero di Batwoman (Batman: Mystery of the Batwoman), regia di Kurt Geda e Tim Maltby (2003)
- The Zeta Project - serie animata (2001-2002)

## Doppiatori italiani
- Flavio Aquilone in American Pie[1], American Pie 2[2]
- Daniele Raffaeli in The Country Bears - I Favolorsi[3]
- David Chevalier in Quanto è difficile essere teenager![4]

Da doppiatore è sostituito da:
- Gabriele Patriarca ne Il gigante di ferro[5]
- Davide Garbolino in Batman - Il mistero della Batwoman[6]